# Општина Тапачула (Чијапас)
Тапачула (шп. Tapachula) општина је у Мексику у савезној држави Чијапас. Општина се налази на надморској висини од 177 м.

## Становништво
Према подацима из 2010. у општини је живело 320451 становника.

### Хронологија
| Година       | 2000                     | 2005                     | 2010                     |
| ------------ | ------------------------ | ------------------------ | ------------------------ |
| Становништво | 271674 (131653 / 140021) | 282420 (135873 / 146547) | 320451 (154221 / 166230) |

### Попис
| \| \| м \| \| \| ж \| \| 0—2 \| 9.406 \| \| \| 9.108 \| \| 3—5 \| 10.122 \| \| \| 9.675 \| \| 6—11 \| 19.945 \| \| \| 18.975 \| \| 12—14 \| 9.709 \| \| \| 9.492 \| \| 15—17 \| 10.081 \| \| \| 10.400 \| \| 18—24 \| 19.597 \| \| \| 22.498 \| \| 60+ \| 12.620 \| \| \| 14.139 \| \| Просек : \| 28,0 \| \| \| 29,1 \| |        |  |  |        |
| |        |  |  |        |
| | м      |  |  | ж      |
| 0—2 | 9.406  |  |  | 9.108  |
| 3—5 | 10.122 |  |  | 9.675  |
| 6—11 | 19.945 |  |  | 18.975 |
| 12—14 | 9.709  |  |  | 9.492  |
| 15—17 | 10.081 |  |  | 10.400 |
| 18—24 | 19.597 |  |  | 22.498 |
| 60+ | 12.620 |  |  | 14.139 |
| Просек : | 28,0   |  |  | 29,1   |

| #   | Индикатор                                                                                        | Вредност |
| --- | ------------------------------------------------------------------------------------------------ | -------- |
| 1   | Становништво од 0 до 2 године                                                                    | 18514    |
| 2   | Мушко становништво од 0 до 2 године                                                              | 9406     |
| 3   | Женско становништво од 0 до 2 године                                                             | 9108     |
| 4   | Становништво са 3 и више година                                                                  | 301432   |
| 5   | Мушко становништво са 3 и више година                                                            | 144567   |
| 6   | Женско становништво са 3 и више година                                                           | 156865   |
| 7   | Становништво са 5 и више година                                                                  | 288116   |
| 8   | Мушко становништво са 5 и више година                                                            | 137768   |
| 9   | Женско становништво са 5 и више година                                                           | 150348   |
| 10  | Становништво са 12 и више година                                                                 | 242715   |
| 11  | Мушко становништво са 12 и више година                                                           | 114500   |
| 12  | Женско становништво са 12 и више година                                                          | 128215   |
| 13  | Становништво са 15 и више година                                                                 | 223514   |
| 14  | Мушко становништво са 15 и више година                                                           | 104791   |
| 15  | Женско становништво са 15 и више година                                                          | 118723   |
| 16  | Становништво са 18 и више година                                                                 | 203033   |
| 17  | Мушко становништво са 18 и више година                                                           | 94710    |
| 18  | Женско становништво са 18 и више година                                                          | 108323   |
| 19  | Становништво од 3 до 5 година                                                                    | 19797    |
| 20  | Мушко становништво од 3 до 5 година                                                              | 10122    |
| 21  | Женско становништво од 3 до 5 година                                                             | 9675     |
| 22  | Становништво од 6 до 11 година                                                                   | 38920    |
| 23  | Мушко становништво од 6 до 11 година                                                             | 19945    |
| 24  | Женско становништво од 6 до 11 година                                                            | 18975    |
| 25  | Становништво од 8 до 14 година                                                                   | 45365    |
| 26  | Мушко становништво од 8 до 14 година                                                             | 23130    |
| 27  | Женско становништво од 8 до 14 година                                                            | 22235    |
| 28  | Становништво од 12 до 14 година                                                                  | 19201    |
| 29  | Мушко становништво од 12 до 14 година                                                            | 9709     |
| 30  | Женско становништво од 12 до 14 година                                                           | 9492     |
| 31  | Становништво од 15 до 17 година                                                                  | 20481    |
| 32  | Мушко становништво од 15 до 17 година                                                            | 10081    |
| 33  | Женско становништво од 15 до 17 година                                                           | 10400    |
| 34  | Становништво од 18 до 24 године                                                                  | 42095    |
| 35  | Мушко становништво од 18 до 24 године                                                            | 19597    |
| 36  | Женско становништво од 18 до 24 године                                                           | 22498    |
| 37  | Женско становништво од 15 до 49 година                                                           | 91503    |
| 38  | Становништво са 60 и више година                                                                 | 26759    |
| 39  | Мушко становништво са 60 и више година                                                           | 12620    |
| 40  | Женско становништво са 60 и више година                                                          | 14139    |
| 41  | Однос између мушкараца и жена                                                                    | 92.78    |
| 42  | Становништво од нуле до 14 година                                                                | 96432    |
| 43  | Становништво од 15 до 64 године                                                                  | 205375   |
| 44  | Становништво од 65 година и више                                                                 | 18139    |
| 45  | Просечан број деце                                                                               | 2.22     |
| 46  | Становништво рођено у ентитету                                                                   | 292254   |
| 47  | Мушко становништво рођено у ентитету                                                             | 140440   |
| 48  | Женско становништво рођено у ентитету                                                            | 151814   |
| 49  | Становништво рођено у другом ентитету                                                            | 16805    |
| 50  | Мушко становништво рођено у другом ентитету                                                      | 8715     |
| 51  | Женско становништво рођено у другом ентитету                                                     | 8090     |
| 52  | Становништво од 5 година и више резидентно у ентитету у јуну 2005. године                        | 276903   |
| 53  | Мушко становништво старосног доба од 5 година и више, резидентно у ентитету у јуну 2005. године  | 131946   |
| 54  | Женско становништво старосног доба од 5 и више година, резидентно у ентитету у јуну 2005. године | 144957   |
| 55  | Становништво од 5 година и више које је живело у другом ентитету у јуну 2005. године             | 6129     |
| 56  | Мушко становништво старије од 5 година које је живело у другом ентитету у јуну 2005. године      | 3220     |
| 57  | Женско становништво старије од 5 година које је живело у другом ентитету у јуну 2005. године     | 2909     |
| 58  | Становништво од 3 године и више које говори аутохтони језик                                      | 4310     |
| 59  | Мушко становништво старо 3 године и више које говори аутохтони језик                             | 2303     |
| 60  | Женско становништво старо 3 године и више које говори аутохтони језик                            | 2007     |
| 61  | Становништво од 3 године и више које говори аутохтони језик и не говори шпански језик            | 3        |
| 62  | Мушко становништво старо 3 године и више које говори аутохтони језик и не говори шпански         | 2        |
| 63  | Женско становништво старо 3 године и више које говори аутохтони језик и не говори шпански језик  | 1        |
| 64  | Становништво старо 3 године и више које говори аутохтони језик и шпански                         | 3869     |
| 65  | Мушко становништво старо 3 године и више које говори аутохтони језик и шпански                   | 2080     |
| 66  | Женско становништво старо 3 године и више које говори аутохтони језик и шпански                  | 1789     |
| 67  | Становништво од 5 година и више које говори аутохтони језик                                      | 4277     |
| 68  | Становништво од 5 година и више које говори аутохтони језик и не говори шпански језик            | 3        |
| 69  | Становништво од 5 година и више које говори аутохтони језик и говори шпански језик               | 3843     |
| 70  | Становништво у домородачким домаћинствима                                                        | 9744     |
| 71  | Становништво са ограничењима у активностима                                                      | 9940     |
| 72  | Становништво са ограниченим ходањем или кретањем, горе или доле                                  | 4867     |
| 73  | Становници са ограничењима вида, чак и уз кориштење сочива                                       | 3331     |
| 74  | Становништво са ограничењима говора, комуникације или конверзације                               | 1263     |
| 75  | Становништво са ограниченим слухом                                                               | 1182     |
| 76  | Становништво са ограничењима при одевању, купању или јелу                                        | 583      |
| 77  | Становништво са ограничењима у опажању или учењу једноставних ствари                             | 420      |
| 78  | Становништво са менталним ограничењима                                                           | 977      |
| 79  | Становништво без ограничења активности                                                           | 307934   |
| 80  | Становништво од 3 до 5 година које не похађа школу                                               | 10315    |
| 81  | Мушко становништво од 3 до 5 година које не похађа школу                                         | 5281     |
| 82  | Женско становништво од 3 до 5 година које не похађа школу                                        | 5034     |
| 83  | Становништво од 6 до 11 година које не похађа школу                                              | 2578     |
| 84  | Мушко становништво од 6 до 11 година које не похађа школу                                        | 1350     |
| 85  | Женско становништво од 6 до 11 година које не похађа школу                                       | 1228     |
| 86  | Становништво од 12 до 14 година које не похађа школу                                             | 1846     |
| 87  | Мушко становништво од 12 до 14 година које не похађа школу                                       | 871      |
| 88  | Женско становништво од 12 до 14 година које не похађа школу                                      | 975      |
| 89  | Становништво од 15 до 17 година похађа школу                                                     | 14767    |
| 90  | Мушко становништво од 15 до 17 година похађа школу                                               | 7387     |
| 91  | Женско становништво између 15 и 17 година живота у школи                                         | 7380     |
| 92  | Становништво од 18 до 24 године похађа школу                                                     | 12454    |
| 93  | Мушко становништво од 18 до 24 године похађа школу                                               | 6144     |
| 94  | Женско становништво од 18 до 24 године похађа школу                                              | 6310     |
| 95  | Становништво од 8 до 14 година које не може да чита и пише                                       | 2143     |
| 96  | Мушко становништво старосног доба од 8 до 14 година које не може да чита и пише                  | 1143     |
| 97  | Женско становништво старосног доби од 8 до 14 година које не може да чита и пише                 | 1000     |
| 98  | Становништво од 15 година и више које је неписмено                                               | 20598    |
| 99  | Мушко становништво од 15 година и више које је неписмено                                         | 7256     |
| 100 | Женско становништво од 15 година и више које је неписмено                                        | 13342    |
| 101 | Становништво старо 15 и више година без школовања                                                | 23888    |
| 102 | Мушко становништво старо 15 и више година без школовања                                          | 9231     |
| 103 | Женско становништво старо 15 и више година без школовања                                         | 14657    |
| 104 | Становништво старосног доба 15 и више година са непотпуним основним образовањем                  | 31368    |
| 105 | Мушко становништво старосног доба од 15 година и више са непотпуном основним образовањем         | 14491    |
| 106 | Женско становништво старосног доба 15 и више година са непотпуном основним образовањем           | 16877    |
| 107 | Становништво старо 15 и више година са комплетним основним образовањем                           | 32738    |
| 108 | Мушко становништво старо 15 година и више са комплетним основним образовањем                     | 14900    |
| 109 | Женско становништво старо 15 и више година са комплетним основним образовањем                    | 17838    |
| 110 | Становништво старосног доба 15 и више година са непотпуним средњим образовањем                   | 10888    |
| 111 | Мушко становништво старосног доба од 15 година и више са непотпуним средњим образовањем          | 5559     |
| 112 | Женско становништво старосног доба од 15 година и више са непотпуним средњим образовањем         | 5329     |
| 113 | Становништво старо 15 и више година са пуним секундарном образовањем                             | 42891    |
| 114 | Мушко становништво старосног доба од 15 година и више са пуним секундарном образовањем           | 19923    |
| 115 | Женско становништво старосног доба од 15 година и више са пуним секундарном образовањем          | 22968    |
| 116 | Становништво старије од 18 година са постосновним образовањем                                    | 74077    |
| 117 | Мушко становништво старије од 18 година са постосновним образовањем                              | 37249    |
| 118 | Женско становништво старије од 18 година са постосновним образовањем                             | 36828    |
| 119 | Просечна оцена школовања                                                                         | 8.32     |
| 120 | Просечан ниво образовања мушке популације                                                        | 8.65     |
| 121 | Просечан ниво образовања женског становништва                                                    | 8.03     |
| 122 | Економски активно становништво                                                                   | 126879   |
| 123 | Економски активна мушка популација                                                               | 84275    |
| 124 | Економски активна женска популација                                                              | 42604    |
| 125 | Становништво које није економски активно                                                         | 114761   |
| 126 | Мушко становништво које није економски активно                                                   | 29610    |
| 127 | Женско становништво које није економски активно                                                  | 85151    |
| 128 | Запослено становништво                                                                           | 123363   |
| 129 | Запослено мушко становништво                                                                     | 81668    |
| 130 | Запослено женско становништво                                                                    | 41695    |
| 131 | Незапослена популација                                                                           | 3516     |
| 132 | Незапослена мушка популација                                                                     | 2607     |
| 133 | Незапослена женска популација                                                                    | 909      |
| 134 | Становништво без права на здравствене услуге                                                     | 130802   |
| 135 | Становништво које има право на здравствене услуге                                                | 188422   |
| 136 | Становништво које има право на ИМСС                                                              | 85103    |
| 137 | Становништво које има право на социјално осигурање                                               | 18149    |
| 138 | Становништво које има право на државно социјално осигурање                                       | 4665     |
| 139 | Становништво које има право на опште осигурање или здравствено осигурање за нову генерацију      | 68632    |
| 140 | Становништво које је било једном или није било у браку током 12 година и више                    | 85299    |
| 141 | Венчано или уједињено становништво од 12 година и више                                           | 128924   |
| 142 | Становништво које је било у браку или уједињено 12 година и више                                 | 28088    |
| 143 | Становништво са католичком религијом                                                             | 175651   |
| 144 | Протестанти, еванђелисти и библијски следбеници различити од еванђелиста                         | 83945    |
| 145 | Становништво са другим религијама различитим од претходних                                       | 149      |
| 146 | Становништво без религије                                                                        | 57947    |
| 147 | Укупно пописаних домаћинства                                                                     | 81757    |
| 148 | Пописна домаћинства на челу са мушкарцима                                                        | 57793    |
| 149 | Пописна домаћинства на челу са женама                                                            | 23964    |
| 150 | Становништво у пописним домаћинствима                                                            | 318396   |
| 151 | Становништво у пописним домаћинствима на челу са мушкарцима                                      | 234687   |
| 152 | Становништво у пописним домаћинствима на челу са женама                                          | 83709    |
| 153 | Укупно домаћинстава                                                                              | 99257    |
| 154 | Укупно насељених домаћинстава                                                                    | 81913    |
| 155 | Укупно приватних кућа                                                                            | 99101    |
| 156 | Насељени приватни домови                                                                         | 81757    |
| 157 | Укупно насељених приватних кућа                                                                  | 81896    |
| 158 | Ненасељене приватне куће                                                                         | 12749    |
| 159 | Појединачна домаћинства за привремену употребу                                                   | 4595     |
| 160 | Становници у насељеним приватним кућама                                                          | 318396   |
| 161 | Насељеност станара у приватним становима                                                         | 3.89     |
| 162 | Просечно становника по соби у приватним насељеним домаћинствима                                  | 1.27     |
| 163 | Појединачна домаћинства са подовима од различитих материјала од земље                            | 69513    |
| 164 | Појединачна домаћинства у приземљу                                                               | 11839    |
| 165 | Појединачна домаћинства са једном спаваћом собом                                                 | 35805    |
| 166 | Појединачна домаћинства са две спаваће собе и више                                               | 45688    |
| 167 | Појединачна домаћинства са једним собом                                                          | 12077    |
| 168 | Појединачна домаћинства са две собе                                                              | 19628    |
| 169 | Појединачна домаћинства са 3 собе и више                                                         | 49655    |
| 170 | Појединачна домаћинства која имају електрично светло                                             | 80124    |
| 171 | Појединачна домаћинства која немају електрично светло                                            | 1350     |
| 172 | Појединачна домаћинства која имају водоводну воду у стамбеном простору                           | 53291    |
| 173 | Појединачна домаћинства која немају водоводну воду у стамбеном простору                          | 28082    |
| 174 | Појединачна домаћинства која имају тоалет                                                        | 79413    |
| 175 | Појединачна домаћинства која имају канализацију                                                  | 77658    |
| 176 | Појединачна домаћинства која немају канализацију                                                 | 3655     |
| 177 | Појединачна домаћинства која имају електрично светло, довод воде из јавне мреже и канализацију   | 52459    |
| 178 | Појединачна домаћинства без икаквих услова                                                       | 2540     |
| 179 | Појединачна домаћинства која имају радио                                                         | 62404    |
| 180 | Појединачна домаћинства која имају телевизор                                                     | 74462    |
| 181 | Појединачна домаћинства која имају фрижидер                                                      | 65139    |
| 182 | Појединачна домаћинства која имају машину за веш                                                 | 40170    |
| 183 | Појединачна домаћинства која имају аутомобил или комби                                           | 20595    |
| 184 | Појединачна домаћинства која имају рачунар                                                       | 16881    |
| 185 | Појединачна домаћинства која имају фиксну телефонску линију                                      | 19780    |
| 186 | Појединачна домаћинства која имају мобилни телефон                                               | 49133    |
| 187 | Појединачна домаћинства која имају приступ интернету                                             | 10648    |